# Электронная система сбора данных
Электронная система сбора данных (ЭССД, англ. Electronic Data Capture, EDC) — это компьютеризированная система, предназначенная для сбора клинических данных в электронном формате для использования в основном в клинических исследованиях на людях . ЭССД заменяет традиционную методологию сбора данных на бумажных носителях для оптимизации сбора данных и ускорения вывода на рынок лекарств и медицинских изделий. Решения ЭССД широко используются фармацевтическими компаниями и контрактными исследовательскими организациями (Contract Research Organizations, CRO).

## Описание
Как правило, системы ЭССД предоставляют:
- компонент графического пользовательского интерфейса для ввода данных;
- компонент валидации для проверки пользовательских данных;
- компонент деидентификации, позволяющий сделать данные менее идентифицируемыми;
- инструмент отчетности для анализа собранных данных.

Системы ЭССД используются организациями, изучающими науки о жизни, в число которых входят фармацевтические компании, производители медицинских изделий и биотехнологические компании, во всех фазах клинических исследований , но особенно они полезны для исследований поздних фаз (фазы III–IV), а также для фармаконадзора и постмаркетинговых исследований безопасности рынка лекарственных средств.
ЭССД может повысить точность данных и сократить время сбора данных для исследований лекарств и медицинских изделий . Дилемма, с которой сталкиваются многие разработчики лекарств при внедрении системы ЭССД для поддержки разработки своих лекарств, заключается в том, что существует относительно высокий порог запуска данной системы, за которым, однако, следуют значительные преимущества в течение всего периода исследований. В результате, чтобы работа ЭССД была экономически выгодной, экономия в течение срока действия исследования должна быть больше, чем затраты на запуск. Данная ситуация часто осложняется двумя условиями.
1. Первоначальный дизайн исследования в ЭССД не способствует снижению затрат в течение всего срока исследования из-за плохого планирования или отсутствия опыта в развертывании ЭССД.
2. Первоначальные затраты на настройку выше, чем предполагалось, из-за первоначального дизайна исследования в ЭССД, плохого планирования или отсутствия опыта развертывания ЭССД.

В результате увеличивается стоимость и риск исследования при незначительных преимуществах. Тем не менее с развитием современных решений ЭССД большая часть прежних сложностей, связанных с дизайном и настройкой исследования, была решена благодаря технологиям, позволяющим использовать модули проектирования «укажи и щелкни» и «перетащи и брось». Помимо того что навыков программирования практически не требуется и благодаря возможности повторного использования глобальных библиотек и стандартизированных форм, таких как CDISC (Clinical Data Interchange Standards Consortium, Консорциум стандартов обмена клиническими данными) CDASH (Clinical Data Acquisition Standards Harmonization, Гармонизация стандартов получения клинических данных), внедрение ЭССД теперь может конкурировать с бумажными процессами с точки зрения времени, необходимого для начала исследования . В результате использовать технологию ЭССД начали даже в исследованиях на ранних фазах.

## История
ЭССД часто называют источником программного обеспечения для удалённого ввода данных (Remote Data Entry, RDE), которое появилось на рынке наук о жизни в конце 1980-х — начале 1990-х годов . Однако его создание можно проследить до контрактной исследовательской организации, известной тогда как Институт биологических исследований и разработок (Institute for Biological Research and Development, IBRD). Доктора Ф. Николь, Б. Пикеринг и Дж. Боллерт предложили «управляемую систему постмаркетингового наблюдения (Post-Marketing Surveillance, PMS) за недавно одобренными (New Drug Application, NDA) фармацевтическими продуктами», при этом данные наблюдения «вводились в электронную базу данных на месте» по крайней мере уже в 1980 году .
Данные клинических исследований — данные о пациентах, собранные во время исследования нового лекарства или медицинского изделия, — собираются врачами, медсёстрами и координаторами исследований в медицинских учреждениях (офисах, больницах, университетах) по всему миру. Исторически сложилось так, что эта информация собиралась на бумажных бланках, которые затем направлялись спонсору исследования (например, фармацевтической компании) для внесения в базу данных и последующего статистического анализа . Однако этот процесс имел ряд следующих недостатков :
- данные копируются несколько раз, что приводит к ошибкам;
- возникающие ошибки обнаруживаются только через несколько недель;
- задерживается получение информации о медицинском статусе пациентов со стороны спонсоров.

Для решения этих и других проблем были изобретены системы удалённого ввода данных, позволяющие врачам, медсёстрам и координаторам исследований вводить данные непосредственно в медицинском учреждении. Перенос ввода данных с площадки спонсора в клинику или другое учреждение позволяет получить ряд преимуществ .
- Проверка данных может осуществляться во время ввода данных (в режиме реального времени), что позволит полностью предотвратить некоторые ошибки и немедленно позволить устранить другие.
- Данные могут передаваться спонсорам каждую ночь, тем самым улучшая способность спонсора контролировать ход и статус исследования и его пациентов.

Упомянутые ранние системы удалённого ввода данных использовали программное обеспечение «толстого клиента» — программное обеспечение, установленное локально на оборудовании портативного компьютера для сбора данных о пациентах. Затем система могла использовать модемное соединение по аналоговой телефонной линии для периодической передачи данных обратно спонсору и для сбора вопросов от спонсора, на которые должен был ответить медицинский персонал .
Несмотря на свою эффективность, удалённый ввод данных также имел несколько недостатков. Наиболее существенным недостатком было то, что аппаратное обеспечение (например, портативный компьютер) необходимо было развернуть, установить и поддерживать в каждом исследовательском (медицинском) центре . Это было дорого для спонсоров и сложно для медицинского персонала. Удобство использования и ограниченность пространства вызывали большое недовольство среди практикующих врачей. С развитием сети Интернет в середине 1990-х очевидным решением некоторых из этих проблем стало внедрение веб-технологий, доступ к которым можно было получить с помощью существующих компьютеров в местах проведения исследований. ЭССД представляет собой новый класс программного обеспечения.

## Текущий ландшафт
Ландшафт ЭССД продолжал развиваться, начиная с момента эволюции RDE в конце 1990-х годов. Сегодня рынок состоит из множества новых и уже зарекомендовавших себя поставщиков программного обеспечения. Многие из них предлагают специализированные решения, ориентированные на определённые профили клиентов или этапы обучения. Современные функции ЭССД сегодня включают такие возможности, как облачное хранилище данных, ролевые разрешения и конструкторы форм отчётов о случаях заболевания , а также аналитику клинических испытаний, интерактивные информационные панели и интеграцию электронных медицинских карт.

## Будущее
В 2013 году Управление по продуктам питания и лекарствам США (Food and Drug Administration, FDA) представило свое руководство по электронному источнику, в котором предлагаются методы сбора данных клинических исследований сразу в электронном виде и их перенос в облачное хранилище, в отличие от более традиционного метода ЭССД, когда данные изначально собираются на бумаге и затем вносятся в систему ЭССД . Внедрение eSource изначально шло медленно: в июле 2015 года FDA провело вебинар для дальнейшего продвижения руководства . Такие усилия, как инициатива TransCelerate eSource (в 2016 году), были предприняты «для облегчения понимания ландшафта eSource и оптимального использования электронных источников данных в отрасли для улучшения глобальной клинической науки и проведения глобальных клинических испытаний для заинтересованных сторон» . Исследование, проведённое в 2017 году Центром изучения разработки лекарств Тафтса, показало, что в следующие три года «большинство компаний [занимающихся клинической информацией]» (рост с 38 до 84 %) планировали использовать данные eSource . Поскольку 87 % исследовательских сайтов (2017 год) заявляют, что eSource будет «полезен» или «очень полезен» в случае интеграции с сегодняшним ЭССД , отказ от ЭССД (или оставление ей вспомогательной роли) возможен.